# Liste des évêques de Yendi
Liste des évêques de Yendi (Dioecesis Yendensis)
L'évêché de Yendi a été créé le 16 mars 1999, par détachement de l'archevêché de Tamale (en).

## Sont évêques
- depuis le 16 mars 1999 : Vincent Boi-Nai

## Sources
- L'ANNUAIRE PONTIFICAL, sur le site http://www.catholic-hierarchy.org, à la page